# Egzakt sorozat

A csoportok egzakt sorozatának illusztrációja Venn-diagramokkal. Az csoporthomomorfizmus a csoportot a következő homomorfizmus magjába (azaz ősképébe) képezi.

A matematikában egy egzakt sorozat bizonyos objektumok közti morfizmusok olyan sorozata, amiben minden morfizmus képe megegyezik a következő morfizmus magjával. A szóban forgó objektumok lehetnek például csoportok, gyűrűk vagy modulusok, a morfizmusok pedig ennek megfelelően csoporthomomorfizmusok, gyűrűhomomorfizmusok vagy modulushomomorfizmusok. Általánosabban az objektumok és a morfizmusok lehetnek valamely olyan kategória objektumai illetve morfizmusai, amelyben léteznek a magok és komagok; speciálisan minden Abel-kategória ilyen.

## Definíció
A csoportelméletben csoportok és csoporthomomorfizmusok egy
{\displaystyle G_{0}\;{\xrightarrow {\ f_{1}\ }}\;G_{1}\;{\xrightarrow {\ f_{2}\ }}\;G_{2}\;{\xrightarrow {\ f_{3}\ }}\;\cdots \;{\xrightarrow {\ f_{n}\ }}\;G_{n}}
sorozatát {\displaystyle G_{i}}-nél egzaktnak nevezzük, ha  {\displaystyle \operatorname {im} (f_{i})=\ker(f_{i+1})}. A sorozat egzakt, ha minden {\displaystyle G_{i}}-nél egzakt ({\displaystyle 1\leq i<n}), azaz ha minden homomorfizmus képe egyenlő a következő magjával. Ugyanígy értelmezhető egy végtelen sorozat egzaktsága.
Hasonlóan definiálhatók egyéb algebrai struktúrák és köztük menő morfizmusok egzakt sorozatai: csoportok és csoporthomomorfizmusok helyett tekinthetünk például valamely test feletti vektortereket és lineáris leképezéseket, vagy gyűrűket és gyűrűhomomorfizmusokat. Sőt a fenti definíció értelmes bármely olyan kategóriában, ahol léteznek magok és komagok, például Abel-kategóriákban.

### Egyszerű esetek
A definíció megértése végett hasznos lehet a következő egyszerű esetek végiggondolása. Tekinetsük csoportok egzakt olyan sorozatait, amikben a sorozat első vagy utolsó tagja a triviális csoport: ezt 1-gyel fogjuk jelölni.
- Tekintsük az 1 → A → B sorozatot. A bal oldali nyíl képe az A egységeleme. Ezért a sorozat pontosan akkor egzakt, ha a jobb oldali nyíl magja pontosan ebből az elemből áll – azaz ha A → B monomorfizmus (injekció).
- Most tekintsük az előző sorozat duálisát: B → C → 1. A jobb oldali nyíl minden elemet az egységelembe küld, ezért a magja a teljes C. Ezért a sorozat akkor és csak akkor egzakt, ha a bal oldali nyíl képe a teljes C, azaz ha a nyíl egy epimorfizmus (szürjekció).
- A fenti két példa kombinációjából látható, hogy  1 → X → Y → 1 akkor és csak akkor egzakt, ha a középső nyíl egy mono- és epimorfizmus, ami a csoportok kategóriájában ekvivalens azzal, hogy izomorfizmus (ez más kategóriákban nem feltétlenül igaz).

A fenti meggondolások általánosíthatók más kategóriákra is. Ekkor a triviális csoportot a megfelelő kategória zéróobjektumával (általában additív jelölésben 0-val jelölve) kell helyettesíteni, azaz például vektorterek esetében a nulla dimenziós vektortérrel.

### Rövid egzakt sorozatok
A következő alakú sorozatokat rövid egzaktnak nevezzük:
{\displaystyle 0\to A\xrightarrow {f} B\xrightarrow {g} C\to 0.}
A fentiek értelmében itt f mono-, g pedig epimorfizmus, és f képe megegyezik g magjával.
A fenti rövid egzakt sorozatban szereplő objektumokat izomorfizmus erejéig értelmezhetjük a következőképpen. A tekinthető B egy alobjektumának az f beágyazáson keresztül. Ekkor C  tekinthető B egy faktorobjektumának, konkrétan a B/A hányadosnak: ez onnan látható, hogy a g morfizmus az izomorfizmustételek szerint egy
{\displaystyle C\cong B/\operatorname {im} (f)}
izomorfizmust indukál.
Azt mondjuk, hogy a
{\displaystyle 0\to A\xrightarrow {f} B\xrightarrow {g} C\to 0\,}
rövid egzakt sorozat hasad, ha létezik egy h : C → B homomorfizmus, hogy a g ∘ h kompozíció megegyezik az identitással C-n. Abel-csoportok esetében ebből következik, hogy B az A és C direkt összege:
{\displaystyle B\cong A\oplus C};
csoportok esetében pedig az, hogy B az A és C szemidirekt szorzata:
{\displaystyle B\simeq A\rtimes C}.

### Hosszú egzakt sorozatok
Hosszú egzakt sorozat alatt olyan (akár végtelen) egzakt sorozatot értünk, ami nem feltétlenül rövid.
Tekintsük a következő hosszú sorozatot:
{\displaystyle A_{0}\;\xrightarrow {\ f_{1}\ } \;A_{1}\;\xrightarrow {\ f_{2}\ } \;A_{2}\;\xrightarrow {\ f_{3}\ } \;\cdots \;\xrightarrow {\ f_{n}\ } \;A_{n},}
ahol n ≥ 2. Ezt a következőképpen alakíthatjuk át rövid sorozatokká: tekintsük a
{\displaystyle {\begin{aligned}0\rightarrow K_{1}\rightarrow {}&A_{1}\rightarrow K_{2}\rightarrow 0,\\0\rightarrow K_{2}\rightarrow {}&A_{2}\rightarrow K_{3}\rightarrow 0,\\&\ \,\vdots \\0\rightarrow K_{n-1}\rightarrow {}&A_{n-1}\rightarrow K_{n}\rightarrow 0,\\\end{aligned}}}
rövid sorozatokat, ahol {\displaystyle K_{i}=\operatorname {im} (f_{i})} minden {\displaystyle i}-re. A konstrukcióból adódóan a rövid sorozatok egzaktak minden {\displaystyle K_{i}}-nél (függetlenül attól, hogy hosszú sorozat egzakt volt-e). Továbbá a hosszú sorozat akkor és csak akkor egzakt, ha a rövid sorozatok mind egzaktak.

## Példák

### Egész számok moduló 2
Tekintsük a következő egzakt sorozatot az Abel-csoportok kategóriájában:
{\displaystyle \mathbf {Z} \mathrel {\overset {2\cdot }{\,\hookrightarrow }} \mathbf {Z} \twoheadrightarrow \mathbf {Z} /2\mathbf {Z} }
Itt az első morfizmus minden egész számhoz a kétszeresét rendeli, a második morfizmus pedig minden egész számot annak a moduló 2 maradékosztályába küld. A horoggal ellátott nyíl monomorfizmust jelöl, a dupla fejű nyíl epimorfizmust. A sorozat egzakt, mert az első nyíl képe a páros számokból áll, azaz a moduló 2 nulla maradékot adó számokból.

### Modulusok metszete és összege
Legyen I és J egy R gyűrű két ideálja. Ekkor
{\displaystyle 0\to I\cap J\to I\oplus J\to I+J\to 0}
R-modulusok egzakt sorozata. Itt az {\displaystyle I\cap J\to I\oplus J} nyíl az x elemhez az {\displaystyle (x,x)} elemet rendeli, az {\displaystyle I\oplus J\to I+J} nyíl pedig {\displaystyle (x,y)}-t az {\displaystyle x-y} elembe küldi.

## Tulajdonságok
- A hasadási lemma egy rövid egzakt sorozat hasadási tulajdonságai közötti ekvivalenciát írja le. A lemma szerint egy Abel-kategóriákban egy rövid egzakt sorozat akkor és csak akkor hasad balról, ha jobbról hasad, és ebben az esetben a sorozat középső eleme a szélső elemek direkt összege.
- Az 5-lemma egy két rövid egzakt sorozatból és közöttük menő izomorfizmusokról szól.
- A kígyó-lemma egy két rövid egzakt sorozatból álló diagramból állít elő egy hosszabb egzakt sorozatot. A lemmában szerepel egy ∂ határleképezés, ami számos homologikus konstrukcióban felbukkan, például (ko)homológiacsoportok hosszú egzakt sorozataiban.
- A kígyó-lemma speciális esete a 9-lemma.
- Az egzakt funktorok azok a funktorok, amik megőrzik az egzaktságot, azaz egzakt sorozatokat egzakt sorozatokba képeznek.

## Fordítás
- Ez a szócikk részben vagy egészben  az   Exact sequence című angol Wikipédia-szócikk ezen változatának fordításán alapul.  Az eredeti cikk szerkesztőit annak laptörténete sorolja fel. Ez a jelzés csupán a megfogalmazás eredetét és a szerzői jogokat jelzi, nem szolgál a cikkben szereplő információk forrásmegjelöléseként.